# AN-M50
AN-M50 – amerykańska bomba zapalająca wagomiaru 4 funtów. Była stosowana podczas II wojny światowej przez lotnictwo US Navy i USAAF. Przenoszona w bombach kasetowych AN-M14, AN-M17 i M32.
Bomba AN-M50 miała sześciokątny korpus wykonany z magnezu wypełniony 0,28 kg termatu (mieszaniny termitu z siarką i azotanem baru).